# Villabate
Villabate település Olaszországban, Szicília régióban, Palermo megyében. Lakosainak száma 19 634 fő (2023. január 1.). Villabate Misilmeri, Palermo és Ficarazzi községekkel határos.

## Népesség
A település lakossága az elmúlt években az alábbi módon változott:
| Lakosok száma | 20 212 | 20 051 | 19 634 |
|               | 2017   | 2018   | 2023   |